# Les Disparus de la Forêt-Noire
Production
Diffusion
Les Disparus de la Forêt-Noire (initialement appelée Walkyries) est une série télévisée franco-germano-belge réalisée en 2021-2022 par Ivan Fegyveres et diffusée en Belgique sur La Une à partir du 27 novembre 2022 et en France  sur TF1 à partir du  5 janvier 2023.
Cette fiction est une coproduction de Banijay Studios France, TF1, Fiction'Air, Beside Productions (ex-Belga Productions) et la RTBF (télévision belge), avec le soutien de l'Agence culturelle Grand Est,,,,.

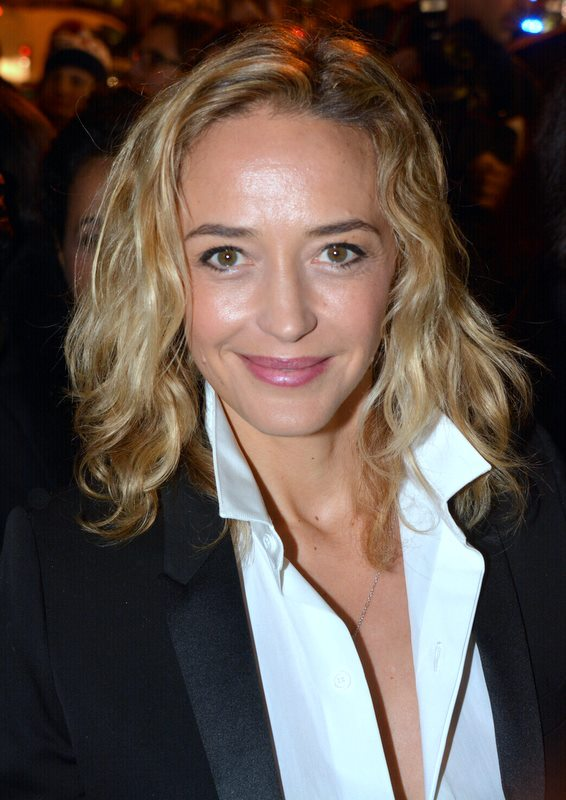
Hélène de Fougerolles.

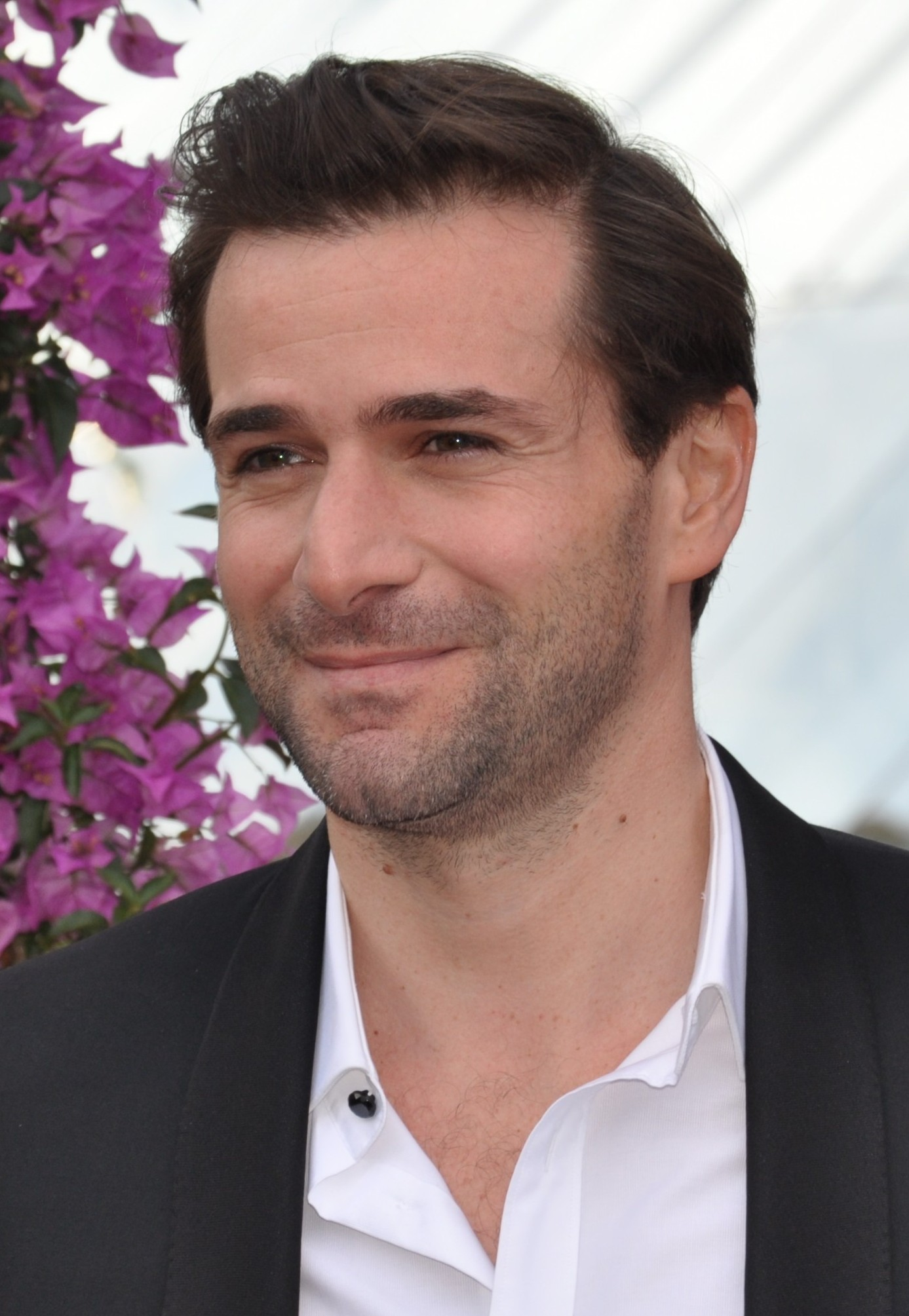
Grégory Fitoussi.

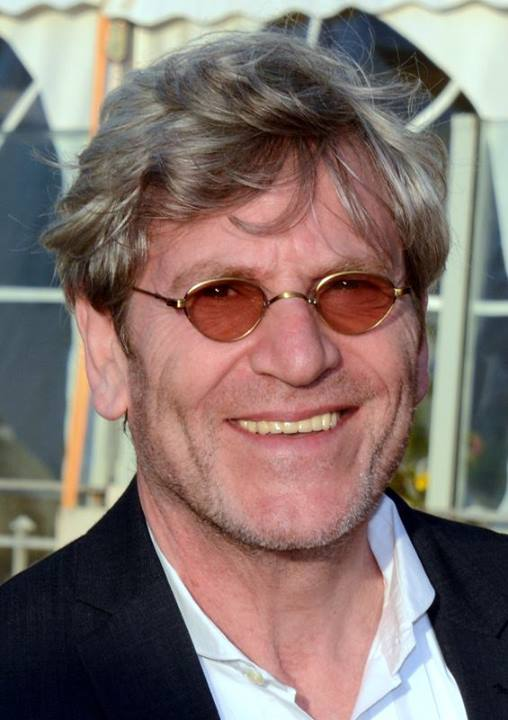
Tchéky Karyo.

## Synopsis
Un charnier comportant douze corps est découvert dans la Forêt-Noire, près d'une base militaire franco-allemande,.
La juge d'instruction Camille Hartmann, frappée d'amnésie partielle à cause d'un œdème cérébral provoqué par un accident de voiture survenu un an plus tôt, est en pause carrière et est suivie par le docteur Eva Stein.
Persuadée que son accident est lié à l'affaire du charnier, Camille Hartmann insiste pour participer à l'enquête avec le jeune inspecteur de police allemand Éric Maes et avec le capitaine Franz Agerland, de la brigade criminelle de Karlsruhe (Landeskriminalamt du Bade-Wurtemberg),.
L'enquête montre que la victime la plus ancienne a été tuée il y a trente ans, alors que les deux dernières victimes sont très récentes.
La police remonte jusqu'à un groupe nommé les « Walkyries ».
Lors d'un examen à l'hôpital, Camille Hartmann apprend qu'elle n'a en fait jamais eu d'œdème cérébral et que le docteur Eva Stein la manipule depuis un an.

## Distribution
- Hélène de Fougerolles : juge d'instruction Camille Hartmann
- Grégory Fitoussi : inspecteur de police Erik Maes, de la brigade criminelle de Karlsruhe
- Tchéky Karyo : capitaine Franz Agerland, de la brigade criminelle de Karlsruhe
- Daniel Njo Lobé : commissaire Yves Mercier, du SRPJ de Strasbourg
- Thierry Godard : Marc Hartmann
- Vincent Jouan : Bertrand Montal
- Carole Franck : Jeanne Montal
- Leo Mazo : Thomas Montal
- Astrid Whettnall : Birgit Scholtz, cheffe du Landeskriminalamt du Bade-Wurtemberg
- Natalia Dontcheva : garde-chasse Hanne Katz
- Mélanie Page : médecin légiste Isa Lang
- Laëtitia Eïdo : docteur Eva Stein
- Bruno Wolkowitch : juge Alain Grimbert

## Production

### Genèse et développement
La série est créée par Julien Vanlerenberghe et Stéphane Pannetier, qui assurent également le scénario aux côtés de Samir Oubechou, Cherif Saïs, Laura Piani et Caroline Van Ruymbeke,,.

### Tournage
Le tournage de la série se déroule du 22 novembre 2021 au 7 février 2022 à Strasbourg et dans sa région, ainsi qu'à Colmar, Obernai, Haguenau, Erstein et en Allemagne,,,,,,.
On peut reconnaître parmi les lieux de tournage le café Brant de Strasbourg, l'espace culturel E.Leclerc d'Erstein ainsi que la rue de Castelnau à Colmar. La caserne visible dans la série correspond au centre EPID de Strasbourg. Le Donon, avec son émetteur de télévision et le temple gréco-romain, apparait sur de nombreux plans, notamment au début du 1er épisode, lors de la découverte du charnier.

### Fiche technique
- Titre français : Les Disparus de la Forêt-Noire
- Genre : Judiciaire, Policier, Thriller[12]
- Production :  Nagui Fam, Carole Della Valle[2]
- Sociétés de production : Banijay Studios France, TF1, Fiction'Air, Beside Productions (ex-Belga Productions), RTBF (télévision belge)[2],[3],[5],[4]
- Création : Julien Vanlerenberghe, Stéphane Pannetier[2]
- Réalisation : Ivan Fegyveres[2],[3],[4],[5],[9],[10],[13]
- Scénario : Julien Vanlerenberghe, Stéphane Pannetier, Samir Oubechou, Cherif Saïs, Laura Piani et Caroline Van Ruymbeke[3]
- Musique : Nathaniel Méchaly et Randy Kerber
- Décors : Perrine Ruelens[2]
- Costumes : Claire Lacaze et Sarah Guichard
- Photographie : Stephan Massis[2]
- Son : Thomas Pietrucci[2]
- Montage : Aïn Varet et Christine Lucas Navaro
- Maquillage : Aurelie Elich
- Coiffure : Séverine Martin[2], Juliette Martin, Jérôme Caron
- Pays de production :  France,  Allemagne,  Belgique
- Langue originale : français
- Format : couleur
- Nombre de saisons : 1
- Nombre d'épisodes[5],[3],[7],[6],[8],[10] : 4
- Durée : 52 minutes[5],[3],[6]
- Dates de première diffusion :
  - Belgique : 27 novembre 2022 sur la Une[14]
  - France : 5 janvier 2023 sur TF1[15]

## Accueil

### Avant-première
Les deux premiers épisodes de la série sont présentés en avant-première au public le 6 octobre 2022 au Méga CGR de Colmar en présence d'Hélène de Fougerolles, de Grégory Fitoussi, du réalisateur et de la productrice.

### Audiences et diffusion

#### En Belgique
En Belgique, la série est diffusée le dimanche vers 20 h 55 sur La Une par salve de deux épisodes les 27 novembre et 4 décembre 2022.
| Épisode              | Diffusion                 | Diffusion            | Audience moyenne          | Audience moyenne | Réf.   |
| Épisode              | Jour                      | Horaire              | Nombre de téléspectateurs | Classement       | Réf.   |
| -------------------- | ------------------------- | -------------------- | ------------------------- | ---------------- | ------ |
| 1                    | Dimanche 27 novembre 2022 | 20 h 55 - 21 h 40    | 194 439                   | 1re              | [ 14 ] |
| 2                    | Dimanche 27 novembre 2022 | 21 h 40 - 22 h 30    | 194 439                   | 1re              | [ 14 ] |
| 3                    | Dimanche 4 décembre 2022  | 20 h 55 - 21 h 40    | 177 333                   | 2e               | [ 16 ] |
| 4                    | Dimanche 4 décembre 2022  | 21 h 40 - 22 h 30    | 177 333                   | 2e               | [ 16 ] |
|                      |                           |                      |                           |                  |        |
| Moyenne de la saison | Moyenne de la saison      | Moyenne de la saison | 185 886                   |                  |        |

- Les plus hauts chiffres d'audience
- Les plus bas chiffres d'audience

#### En France
En France, la série est diffusée les jeudis vers 21 h 10 sur TF1 par salve de deux épisodes les 5 et 12 janvier 2023.
| Épisode              | Diffusion             | Diffusion            | Audience moyenne          | Audience moyenne                       | Audience moyenne         | Audience moyenne | Réf.   |
| Épisode              | Jour                  | Horaire              | Nombre de téléspectateurs | Part de marché (sur les 4 ans et plus) | Part de marché (FRDA-50) | Classement       | Réf.   |
| -------------------- | --------------------- | -------------------- | ------------------------- | -------------------------------------- | ------------------------ | ---------------- | ------ |
| 1                    | Jeudi 5 janvier 2023  | 21 h 10 - 22 h 15    | 5 180 000                 | 25,6 %                                 | 24,3 %                   | 1er              | [ 17 ] |
| 2                    | Jeudi 5 janvier 2023  | 22 h 15 - 23 h 10    | 4 290 000                 | 26,6 %                                 | 24,3 %                   | 1er              | [ 17 ] |
| 3                    | Jeudi 12 janvier 2023 | 21 h 10 - 22 h 05    | 4 520 000                 | 22,5 %                                 | 20,1 %                   | 1er              | [ 18 ] |
| 4                    | Jeudi 12 janvier 2023 | 22 h 10 - 23 h 00    | 4 140 000                 | 24,2 %                                 | 20,7 %                   | 1er              | [ 18 ] |
|                      |                       |                      |                           |                                        |                          |                  |        |
| Moyenne de la saison | Moyenne de la saison  | Moyenne de la saison | 4 530 000                 | 24,7 %                                 | 22,5 %                   | 1er              | [ 19 ] |

- Les plus hauts chiffres d'audience
- Les plus bas chiffres d'audience

### Accueil critique
Pour Nicolas Pinot du quotidien L'Alsace : « Servie par une photographie flatteuse et une tension maintenue de bout en bout, remarquable par son pathos contenu et des temps morts limités, la série rend grâce à la région Grand Est qui a soutenu financièrement le tournage à travers quelques panoramiques presque picturaux ».
D'après Nicolas Pinot « Grégory Fitoussi et ses acolytes […] sont rentrés avec des souvenirs marquants de cette « magnifique région » qui a accueilli environ 800 tournages en 2021 ».
Pour Noémie Jadoulle, de la RTBF, ce thriller glaçant est « une mini-série haletante dans une atmosphère brumeuse et hivernale » au « casting 5 étoiles ».

### Distinction
- Festival Polar de Cognac 2022 : Grand Prix de la série dramatique[20],[21]